# Jana Sterbak
Jana Sterbak (Jana Štěrbáková) (Praga, 1955) es una artista multidisciplinaria de origen checo y nacionalidad checa y canadiense.  Abandonó Checoslovaquia con su familia en 1968 y desde entonces ha residido en Canadá. Vive y trabaja entre Montreal y París.
Jana Sterbak se licenció en Bellas Artes en la Concordia University,completando cursos de historia del cine con John Locke y Tom Waugh y de pintura con Yves Gaucher,y con Guido Molinari en la Universidad Concordia donde se licenció en Bella Artes . En la década de 1980, estudió historia del arte en la University of Toronto y en la New York University antes de decidir de abandonar sus estudios para dedicarse por completo a su práctica artística.En su planteamiento artístico, la performance se incorpora a sus instalaciones fotográficas, cinematográficas y de vídeo.

## Biografía y obra
En la década de 1990, Sterbak se trasladó a París para enseñar en la École nationale supérieure des beaux-arts (ENSBA). Cuando tenía 36 años, la National Gallery of Canada realizó una retrospectiva de su obra (1991) y fue presentada posteriormente en el MIT de Boston,y en el Museum of Contemporary Art San Diego (1992).
La carrera europea de Jana Sterbak comenzó en 1990 cuando el comisario Bernard Blistène eligió presentar su obra en Aperto,la sección internacional de la Bienal de Venecia. Siguieron varias exposiciones individuales: en 1992 en el Louisiana Museum of Modern Art (Dinamarca) y en el MoMA de Nueva York,donde se presentó una de sus instalaciones icónicas, Sisyphus (obra que fue integrada después a la colección del MAC Marseille); y en 1993 en la Fundación La Caixa de Barcelona.Velleitas, exposición individual comisariada por Corinne Diserens, se presentó en 1995 en el Musée d'art moderne de Saint-Étienne, en la Fundació Antoni Tàpies de Barcelona,y en la Serpentine Gallery de Londres en 1996.
A principios de la década de 2000, ella realizó dos video-instalaciones. La primera, From Here to There, representó a Canadá en la Bienal de Venecia de 2003; la segundo, Waiting for High Water, rodada en Venecia durante el fenómeno acqua alta, fue presentada en la Bienal de Praga de 2005. Waiting for High Water resultó ser su video-instalación más expuesta (texto del catálogo de Hubert Damisch).
En 2012, Sterbak, ciudadana canadiense desde la edad de 20 años, recibió el Governor General’s Award in the Visual and Media Arts,un premio que da la administración pública Canadiense para fomentar los artistas de dicho país;y en 2017, recibió el Prix Paul-Émile-Borduas (Québec).
"Puede que su biografía no se refleje directamente en sus obras, pero ha proporcionado un conjunto de experiencias para examinar la cuestión de cómo las distintas sociedades están conectadas entre ellas. Se trata de cuestiones relativas a los conflictos humanos en la vida contemporánea y a la tensión entre las esferas privada y pública, entre libertad y dependencia. Las obras de Jana Sterbak son tan poéticas como políticas. Son conceptualmente precisas, entrelazan la inmediatez de materiales concretos con referencias a temas de la mitología, la literatura y la filosofía. Sus materiales son muchas veces efímeros y transformadores, como las sillas de hielo que se derriten lentamente en Dissolution-Auditorium o los trozos de carne cosidos juntos para confeccionar un vestido en su famosa obra muy discutida y copiada, Vanitas: Flesh Dress for an Albino Anorexic."
En su obra Quiero que sientas lo mismo que yo… (El Vestido) tejió un vestido largo y recto con alambres, añadiendo en la cintura un filamento de nicromo electrificado que se iluminaba al acercarse alguien.  Nathalie Léger señala que para unos se muestra como un refugio mientras que para otros como una jaula.
Ambas son poderosas metáforas de procesos sociales y físicos que nos hablan explícitamente a un nivel personal y sensorial.

## Premios
- 1991: Beca Guggenheim, John Simon Guggenheim Memorial Foundation, Estados Unidos[17]

- 1993: Prix Antoine Guichard, Fondation Casino, Musée de Saint-Étienne, Francia (discontinuado)

- 1993: Victor Martyn Lynch-Staunton Award, Canada Council for the Arts[18]
- 1996: Prix Ozias Leduc, Fondation Émile-Nelligan, Montreal, Canadá
- 2012: Governor General’s Award in Visual and Media Arts, Canadá
- 2017: Prix Paul-Émile-Borduas, Québec, Canadá

## Exposiciones Individuales[19]
- 2025 Corpus insolite : Jana Sterbak, Musée des Hospitalières de l’Hôtel-Dieu de Montréal, Canadá[20]
- 2016 Jana Sterbak: LIFE-SIZE, Galerie im Taxispalast, Innsbruck, Austria Identity, Galerie Barbara Gross, Múnich, Alemania
- 2014 A Presence, Museu de Montserrat, Montserrat, España
- 2013/14 Jana Sterbak Human condition: the limits of our freedom, Galleria Raffaella Cortese, Milán
- 2012 Back Home, Galerie Laroche/Joncas, Montreal, Qc
- 2011 Planetarium, Musée Réattu, Arles, Francia
- 2010 Through the eye of the other, Teatro La Fenice, Venecia
- 2009 Waiting For High Water, Fonderie Darling, Montreal
- 2009 Septentrionale, Raffaella Cortese, Milán
- 2009 Waiting for High Water, Darling Foundry, Montreal, Qc
- 2008 From Here to There, Musée du Bas-Saint-Laurent, Rivière-du-Loup,
- 2008 Seasons, Galerie Erna Hécey, Brussel
- 2007 Dissolution, Musée National des Beaux-Arts du Québec, Qc
- 2007 The Seasons, Galeria Toni Tàpies, Barcelona
- 2006 Condition contrainte, Carré d’Art, Nîmes
- 2006 Waiting For High Water, Centre Culturel Canadien, Paris
- 2006 De la performance al vídeo, Artium, Vitoria
- 2006 About Winter, Galerie Erna Hécey, Brussel
- 2006 From Here to There, Bozar. Centre for Fine Arts, Bruselas
- 2006 Raffaella Cortese Gallery, Milán
- 2004 Jana Sterbak. Videoinstallations. Brandts Klaedefabrik, Odense
- 2004 Planetarium, Galeria Toni Tàpies, Barcelona
- 2004 From here to there, Musée des Beaux Arts, Nantes
- 2003 From here to there, Biennale di Venezia, Venecia
- 2003 La Biennale di Venezia : 50th International Art Exhibition, Dreams & Conflicts — The Viewer’s Dictatorship
- 2002 Jana Sterbak, Malmö Konsthall, Mälmo; Haus der Kunst, Múnich
- 2002 Jana Sterbak, Barbara Gross Galerie, Múnich
- 2002 Jana Sterbak: Photopractice, Art Gallery of Subdury, Subdury
- 2002 La lune à l’école, École nationale supérieure des Beaux-Arts, París
- 2002 Pensare ad alta voce Museo Laboratorio di Arte Contemporanea, Università di Roma “La Sapienza”, Roma
- 2001 Jana Sterbak. Penser tout Aut./Thinking Out Loud, Galerie de l’UQAM, Université du Québec, Montreal
- 2001 Dissolution, Galerie Herba Hécey, Luxemburgo
- 2001 Faradayurt, Galeria Toni Tàpies, Barcelona[21]
- 2000 Centre International de Recherche sur le Verre et les Arts plastiques (CIRVA), Marsella
- 2000 Direccions, Centro Cultural de la Fundació «la Caixa» de Lleida, Lérida
- 2000 Jana Sterbak, Erna Hecey, Luxemburgo
- 2000 Jana Sterbak, Galerie Barbara Gross, Múnich
- 2000 Jana Sterbak: Oasis (part II), The Fabric Workshop and Museum, Filadelfia, Penn., Estados Unidos, 2000.
- 2000 Jana Sterbak. Penser tout haut = Jana Sterbak. Thinking Out Loud, Salle Alvin Hamilton, Ambassade du Canada, Beijing; The Loft, Beijing; Galerie de l’UQÀM, Université du Québec à Montréal, Montréal; Galerie L’Œuvre de l’autre, Pavillon des arts de l’UQÀC, Université du Québec à Chicoutimi
- 1999 Jana Sterbak: Early Work (part I), The Fabric Workshop and Museum, Filadelfie
- 1998 Jana Sterbak, Museum of Contemporary Art, Chicago
- 1998 Galerie René Blouin, Montreal
- 1998 Galeria Toni Tàpies- Edicions T, Barcelona[22]
- 1997 Jana Sterbak: Metamorphosis, David Winton Bell Gallery, Brown University, Providence
- 1996 Jana Sterbak: New Photoworks, Donald Young Gallery, Seattle
- 1996 Trichotilomania III, Galerie René Blouin, Montreal
- 1995 Jana Sterbak, Angles Gallery, Santa Mónica
- 1995 Jana Sterbak, Donald Young Gallery, Seattle
- 1995 Jana Sterbak: Velleitas, Musée d’art moderne de Saint-Etienne; Fundació Antoni Tàpies, Barcelona; et 1996: Serpentine Gallery, London
- 1994 Jana Sterbak: Déclaration, Musée des Beaux-Arts de Nantes
- 1994 Jana Sterbak: Déclaration, Musée d’art contemporain de Montréal, Montreal
- 1993 I Want You to Feel the Way I Do, Fundació “la Caixa”, Barcelona
- 1993 Jana Sterbak, Louisiana, Museum of Modern Art, Humlebaek
- 1993 Jana Sterbak: Lénine rétréci, Galerie René Blouin, Montreal
- 1992 Project Room, Museum of Modern Art, Nueva York
- 1992 Galerie Crousel Robelin / BAMA, París
- 1991 Jana Sterbak: Sisyphe, II, Galerie René Blouin, Montreal
- 1991 JANA STERBAK : States of Being / Corps à corps, Musée des beaux arts du Canada, Ottawa; List
- Visual Arts Centre, Cambridge; 1992: Contemporary Art Center, Cincinnati, Ohio; Nickle Arts Museum,
- Calgary, Alberta Alberta; San Diego Museum of Contemporary Art, San Diego
- 1990 Jana Sterbak, Donald Young Gallery, Chicago
- 1990 Jana Sterbak, The New Museum of Contemporary Art, Nueva York
- 1989 The Western Front, Vancouver
- 1989 Mackenzie Art Gallery, Regina
- 1989 Galerie René Blouin, Montreal
- 1988 The Power Plant, Toronto
- 1987 The Ydessa Gallery, Toronto
- 1987 Galerie René Blouin, Montreal
- 1986 Jana Sterbak / Krzysztof Wodiczko, 49 eParallèle, Centre d’art contemporain canadien/49th Parallel, Centre for Contemporary Canadian Art, Nueva York; Nexus Gallery of Contemporary Art, Atlanta
- 1985 Ida Applebroog / Jana Sterbak, Glendon Gallery, Glendon College, Toronto
- 1985 Jana Sterbak, The Ydessa Gallery, Toronto
- 1982 Golem Objects as Sensations, Mercer Union, Toronto
- 1981 How Things Stand Up, Main Exit, Vancouver
- 1980 Jana Sterbak: Small Works, YYZ, Toronto
- 1980 Travaux récents, Galerie Optica, Montreal
- 1978 [Dibujos], Pumps Art, Vancouver

## Colecciones Públicas[19]
- La Caixa Madrid, Madrid
- Centre Georges-Pompidou, Musée national d’art moderne, París
- Fondation Canada-Chine, Montreal
- Fonds National d’Art Contemporain (FNAC)
- France Fonds Régional d’Art Contemporain (FRAC) Languedoc-Roussillon, Montpellier
- France Fonds Régional d’Art Contemporain (FRAC) Corse, Corte
- France Fonds Régional d’Art Contemporain (FRAC) Normandie, Sotteville-lès-Rouen
- Fundació ”la Caixa”, Barcelona
- MAC - galeries contemporaines des Musées de Marseille, Marseille
- MacKenzie Art Gallery, Regina
- MAXXI, Roma
- Musée d’art contemporain de Montréal, Montreal
- Musée des beaux-arts du Canada/National Gallery of Canada, Ottawa
- Musée d’art moderne de Saint-Étienne, Saint-Étienne
- Musée départemental de Rochechouart, Rochechouart
- Musée des beaux-arts de Nantes, Nantes
- Musée des beaux-arts de l’Ontario / Art Gallery of Ontario, Toronto
- Musée national des beaux-arts du Québec, Quebec
- Museu d’Art Contemporani de Barcelona (MACBA), Barcelona
- Museion, Bolzano
- National Gallery of Australia, Canberra
- Queensland Art Gallery, Brisbane
- San Diego Museum of Contemporary Art, San Diego
- The Israel Museum, Jerusalén
- Vancouver Art Gallery, Vancouver
- Walker Art Centre, Mineápolis